# Covered (album)
Albums de Sirsy
Uncovered
(2006) Revolution
(2007)
Covered est le deuxième maxi du groupe new-yorkais Sirsy.

## Liste des titres[1]
1. Here Comes The Rain Again - 4:32
2. Angie	- 4:57
3. Round Here - 5:26
4. Landslide - 3:54
5. Let It Be - 3:51